# Даваагийн Бямбасурэн
Даваагийн Бямбасурэн (монг. Даваагийн Бямбасүрэн; род. 1971, Улан-Батор) — монгольская актриса, кинорежиссёр, сценарист. В настоящее время проживает в Германии.

## Биография
В 1995—1998 годах Бямбасурэн училась в Монгольской национальной кинематографической академии. В 1998 году начала работать помощником режиссёра Монгольском национальном телевидении. В 2000 году переехала в Мюнхен для изучения документального кинематографа в Мюнхенском институте телевидения и кинематографии.
Фильмы Бямбасурэн обыгрывают традиционный уклад кочевой жизни Монголии; в них часто задействуются непрофессиональные актёры, играющие зачастую самих же себя, что сближает её работы с документальным кинематографом. Последний её фильм, «Две лошади Чингисхана», вышедший в Германии в 2009 году, представляет в главной роли внутреннемонгольскую певицу Урну Чахар-Тугчи.
В 2005 году Бямбасурэн номинировалась на премию Национальной киноакадемии США (документальный полнометражный фильм) за картину «Слёзы верблюдицы».

## Фильмография
- 1999: «Оранжевый конь» (Хул морь)
- 2003: «Слёзы верблюдицы» (Ингэн нулимс)
- 2005: «Пещера жёлтой собаки» (Шар нохойн там)
- 2009: «Две лошади Чингисхана» (Чингисийн хоёр загал)
- 2020: «Артерии мира» (Die Adern der Welt)

## Награды
- 2003: Bayerischer Filmpreis за лучшую документальную ленту Слёзы верблюдицы[6]
- 2005: Förderpreis Deutscher Film за Пещеру жёлтой собаки.
- 2006: Deutscher Filmpreis за Пещеру жёлтой собаки (Лучший фильм для детей)